# Kazahstanski šahovski savez
Kazahstanski šahovski savez (kaz.: Қазақстан шахмат федерациясы), krovno tijelo športa šaha u Kazahstanu. Sjedište je u Almatyju, ulica Al-Farabi 36. Osnovan je 1992. godine i član je FIDE od 1992. godine. Kazahstan pripada azijskoj zoni 3.4. Predsjednik je Galimžan Jessenov (ažurirano 22. listopada 2019.).

## Vanjske poveznice
- Službene stranice  Arhivirana inačica izvorne stranice od 27. studenoga 2019. (Wayback Machine)